# Авраам Гіршзон
Авраам Гіршзон (івр. אברהם הירשזון, нар. 11 лютого 1941, Тель-Монд — 7 березня 2022) — ізраїльський політичний і державний діяч, депутат Кнесету 10, 13, 14, 15, 16 та 17 скликань, міністр туризму Ізраїлю (2005—2006), міністр зв'язку Ізраїлю (2006), міністр фінансів Ізраїлю (2006—2007).

## Біографія
Обраний до Кнесету 10-го скликання від «Лікуда». Через півроку звільнився, щоб увійти в «Гістадрута». Був депутатом кнесету 13-го скликання. З 2003 по 2005 рік и очолював фінансову комісію.
У січні 2005 року змінив Гідеона Езру на посту міністра туризму. Увійшов в партію «Кадіма» з моменту її створення. Обіймав в уряді пости міністра фінансів, міністра зв'язку і міністра туризму.
2006 року проти Гіршзона було порушено справу за звинуваченням у корупції, розкрадання, зловживання службовим становищем, підробці офіційних документів в 1999–2002 роках. У березні 2007 року розпочато слідство за підозрою в розкраданнях з національного об'єднання трудящих «Гістадрут Леуміт» і добровільного товариства «Нілі», де він був головою. Тоді ж організація «Судовий форум за Країну Ізраїлю» подала позов в Верховний суд Ізраїлю з вимогою відсторонити Гіршзона, зважаючи на перебування під слідством.
Авраам Гіршзон був визнаний винним в крадіжці чотирьох мільйонів шекелів з Гістадруту, засуджений до 5 років і 5 місяців тюремного ув'язнення і штрафу 450 000 шекелів.